# C'è il ballo liscio/Lacrime
C'è il ballo liscio/Lacrime è un singolo di Wilma De Angelis pubblicato nel 1979 dalla casa discografica New Star Records.

## Tracce
1. C'è il ballo liscio
2. Lacrime